# Gostkowo (Przasnysz)
Pour les articles homonymes, voir Gostkowo.
Gostkowo (prononciation : [ɡɔstˈkɔvɔ]) est un village polonais de la gmina de Przasnysz dans le powiat de Przasnysz de la voïvodie de Mazovie dans le centre-est de la Pologne.
Il se situe à environ 6 kilomètres au sud de Przasnysz (siège de le powiat et de la gmina) et à 84 kilomètres au nord de Varsovie (capitale de la Pologne).

## Histoire
De 1975 à 1998, le village appartenait administrativement à la voïvodie d'Ostrołęka.